# This One's for You
This One's for You är en låt av den franske DJ:n och musikproducenten David Guetta, med svenska sångerskan Zara Larsson. Den släpptes den 13 maj 2016 som den officiella låten för Europamästerskapet i fotboll 2016. Spåret spelades in med hjälp av en miljon fans runt om i världen genom en speciell onlineapp. Låten visas som ett bonusspår på den japanska deluxe-utgåvan av Larssons andra studioalbum, So Good.

## Låtlista
| 1. | This One's for You (med Zara Larsson) | 3:27 |

| 1. | This One's for You (med Zara Larsson)                | 3:27 |
| 2. | This One's for You (Instrumental) (med Zara Larsson) | 3:27 |

| 1. | This One's for You (med Zara Larsson) (Extended)                        | 4:37 |
| 2. | This One's for You (med Zara Larsson) (Kungs Remix)                     | 4:15 |
| 3. | This One's for You (med Zara Larsson) (Stefan Dabruck Remix)            | 5:03 |
| 4. | This One's for You (med Zara Larsson) (GLOWINTHEDARK Remix)             | 3:20 |
| 5. | This One's for You (med Zara Larsson) (Kris Kross Amsterdam Remix)      | 3:06 |
| 6. | This One's for You (med Zara Larsson) (Faustix Remix)                   | 3:04 |
| 7. | This One's for You (med Zara Larsson) (Stefan Dabruck Remix Radio Edit) | 3:07 |
| 8. | This One's for You (med Zara Larsson) (Baptiste Silva Remix)            | 3:23 |